# Marianne Hagenhofer
Marianne Hagenhofer (* 26. November 1948 in Braunau am Inn) ist eine ehemalige österreichische Politikerin (SPÖ) und Abgeordnete zum Nationalrat.

## Ausbildung und Beruf
Marianne Hagenhofer besuchte nach der Pflichtschule eine Büroschule. Sie war von 1965 bis 1979 Angestellte in der Privatwirtschaft und ist seit 1979 Bedienstete des Arbeitsmarktservices Braunau am Inn. Sie legte 1982 die Beamtenaufstiegsprüfung ab und wurde 2007 zur Regierungsrätin ernannt.

## Politik
Hagenhofer wurde 1986 zur Ortsparteivorsitzende der SPÖ Mining gewählt und ist seit 1988 Mitglied des Gemeinderates von Mining. Sie wurde 1983 zur Stellvertretende Bezirksfrauenvorsitzende der SPÖ Braunau am Inn gewählt und steht der SPÖ-Bezirksorganisation seit 1994 als Parteivorsitzende vor. Hagenhofer ist Mitglied des Landesparteipräsidiums, Mitglied des Landesparteivorstandes und seit 1995 Landesparteivorsitzender-Stellvertreterin der SPÖ Oberösterreich.
Hagenhofer war seit dem 14. Oktober 1993 Abgeordnete zum Nationalrat und hat in der XXIII. Gesetzgebungsperiode ein Mandat des Regionalwahlkreises 4B (Innviertel) inne. Neben Mitgliedschaften in verschiedenen Ausschüssen ist sie Obfraustellvertreterin im Ausschuss für Menschenrechte und Obmannstellvertreterin im Ständigen Unterausschuss in Angelegenheiten der Europäischen Union. Am 19. Jänner 2011 schied Marianne Hagenhofer aus dem Nationalrat aus.

## Auszeichnungen
- 2003: Großes Goldenes Ehrenzeichen für Verdienste um die Republik Österreich[1]